# Twisted Logic Tour
Twisted Logic Tour – trasa koncertowa promująca trzeci album Coldplay zatytułowany X&Y. Trasa rozpoczęła się koncertem 6 czerwca 2005 roku w londyńskim klubie Koko. Muzycy przez nieco ponad rok trwania tour'u zagrali ponad 120 koncertów m.in. w Wielkiej Brytanii, Niemczech, Stanach Zjednoczonych, Kanadzie, Japonii, Australii czy krajach Azji Południowo-Wschodniej. Trasę zakończył koncert w japońskim Tokio 19 lipca 2006 roku.